# 千葉市立高洲第一中学校
千葉市立高洲第一中学校（ちばしりつたかすだいいちちゅうがっこう）は、かつて千葉市美浜区に存在した市立中学校。2018年時点で354名の生徒が在籍し、学級数は10学級（1年：3学級、2年 : 3学級・3年：4学級）に上る中規模校であった。

## 沿革
- 1973年（昭和48年） - 開校
- 1974年（昭和49年） - 校歌制定
- 1974年（昭和49年） - 体育館落成
- 1982年（昭和57年） - 創立10周年記念式典
- 1992年（平成4年） - 創立20周年記念式典
- 1994年（平成6年） - 市教委指定保健体育研究報告会
- 1995年（平成7年） - 第26回全国中学校サッカー大会優勝
- 1996年（平成8年） - 千葉市教育功労者表彰
- 2001年（平成13年） - 千葉市ボランティア教育推進校指定
- 2002年（平成14年） - 創立30周年記念式典
- 2012年（平成24年） - 千葉市ボランティア教育推進校指定
- 2012年（平成24年） - 創立40周年記念式典
- 2019年（令和元年） - 千葉市立高洲第二中学校との合併が決定
- 2021年（令和3年） - 高洲第二中学校と合併し千葉市立高洲中学校が開校したのにともない、閉校

## 校訓
- 自主・創造・勤勉・友愛

## 教育目標
- 豊かな心をもち、自ら考え、自ら学ぶ、生徒の育成

## 学校行事
- 4月：入学式・新入生歓迎会
- 5月：3学年修学旅行・生徒総会
- 6月：体育祭・2学年職場体験学習
- 7月：部活動壮行会
- 9月：合唱祭・文化発表会
- 10月：生徒会役員選挙
- 11月：1学年郊外学習・2学年自然教室
- 3月：3年生を送る会・芸術鑑賞会・卒業証書授与式

## 生徒会活動
- 生徒会 - 主に学校の行事などに関する業務を行う
- 美化委員会 - 主に学校施設の美化に関する業務を行う
- 図書委員会 - 主に学校図書館の管理・運営を行い朝読書の時間に読書開始&終了の呼びかけをする
- 保健委員会 - 主に校内の衛生管理を行う
- 報道委員会 - 主に校内の視聴覚機器の管理・運用を行う
- 給食委員会 - 主に学校給食に関する業務を行う
- 部長会 - 主に部活動の方針などを話し合う

## 部活動
運動系・文化系部活動が合わせて12あった。
運動系
- 野球
- サッカー
- ソフトボール
- ソフトテニス
- 男子卓球
- 女子卓球
- 男子バドミントン
- 女子バドミントン
- 男子バスケットボール
- 女子バスケットボール

文化系
- 吹奏楽
- 美術

## アクセス
JR利用の場合、JR稲毛海岸駅下車 徒歩約12分。車の場合、国道14号線、稲毛陸橋下から約3分。